# Bagnolet
 Bagnolet  es una localidad y comuna de Francia, en la región de Isla de Francia, departamento de Sena-San Denis, en el distrito de Bobigny. La comuna conforma el cantón homónimo.
Su población municipal en 2007 era de 34.269 habitantes. La comuna está integrada la Communauté d'agglomération Est Ensemble.

## Geografía
La villa está situada al este de las afueras de París (a 5,2 km del centro), al sur del departamento de Sena-San Denis, en el distrito de Bobigny, perteneciente a la región de Isla de Francia. La comuna de Bagnolet limita con París, Les Lilas, Romainville y Montreuil.

### Demografía
| 1 043 | 953 | 987 | 878 | 1 321 | 1 090 | 1 327 | 1 298 | 1 556 | 2 553 | 2 924 | 2 597 | 2 861 | 3 839 | 5 280 | 6 124 | 7 116 | 8 799 | 11 770 | 15 744 | 20 406 | 26 538 | 28 112 | 28 052 | 25 059 | 26 779 | 31 591 | 34 054 | 35 906 | 32 557 | 32 600 | 32 511 | 34 269 |
| Para los censos de 1962 a 1999 la población legal corresponde a la población sin duplicidades (Fuente: INSEE [Consultar]) |     |     |     |       |       |       |       |       |       |       |       |       |       |       |       |       |       |        |        |        |        |        |        |        |        |        |        |        |        |        |        |        |

### Los barrios
Bagnolet está dividida en seis barrios muy individualizados:
- el Plateau, al noreste
- la Dhuys, al noroeste
- los Malassis, al este
- la Noue, en el Centro sur
- el Centro, que es la antigua villa de Bagnolet
- las Coutures, al sur

## Historia
El primero de enero de 1860, la ciudad de París fue ampliada al anexar algunas comunas vecinas. En esa ocasión, una pequeña parte de la comuna de Bagnolet fue anexada a la ciudad de París. Al mismo tiempo, la comuna de Charonne fue dividida y repartida entre la ciudad de París, Bagnolet y Montreuil. Bagnolet recibió una pequeña parte del territorio de Charonne.
El 24 de julio de 1867, una parte del territorio de Bagnolet fue separado y fusionado con una parte del territorio de Romainville y una parte del territorio de Pantin para crear la comuna de Les Lilas.

### Etimología
La etimología del nombre Bagnolet podría provenir de balneolum, refiriéndose a la presencia de agua, de charcos y pantanos, o de bannus, que significa bando, margen de una jurisdicción, y de la cual sale la palabra banlieue (las afueras).

## Política

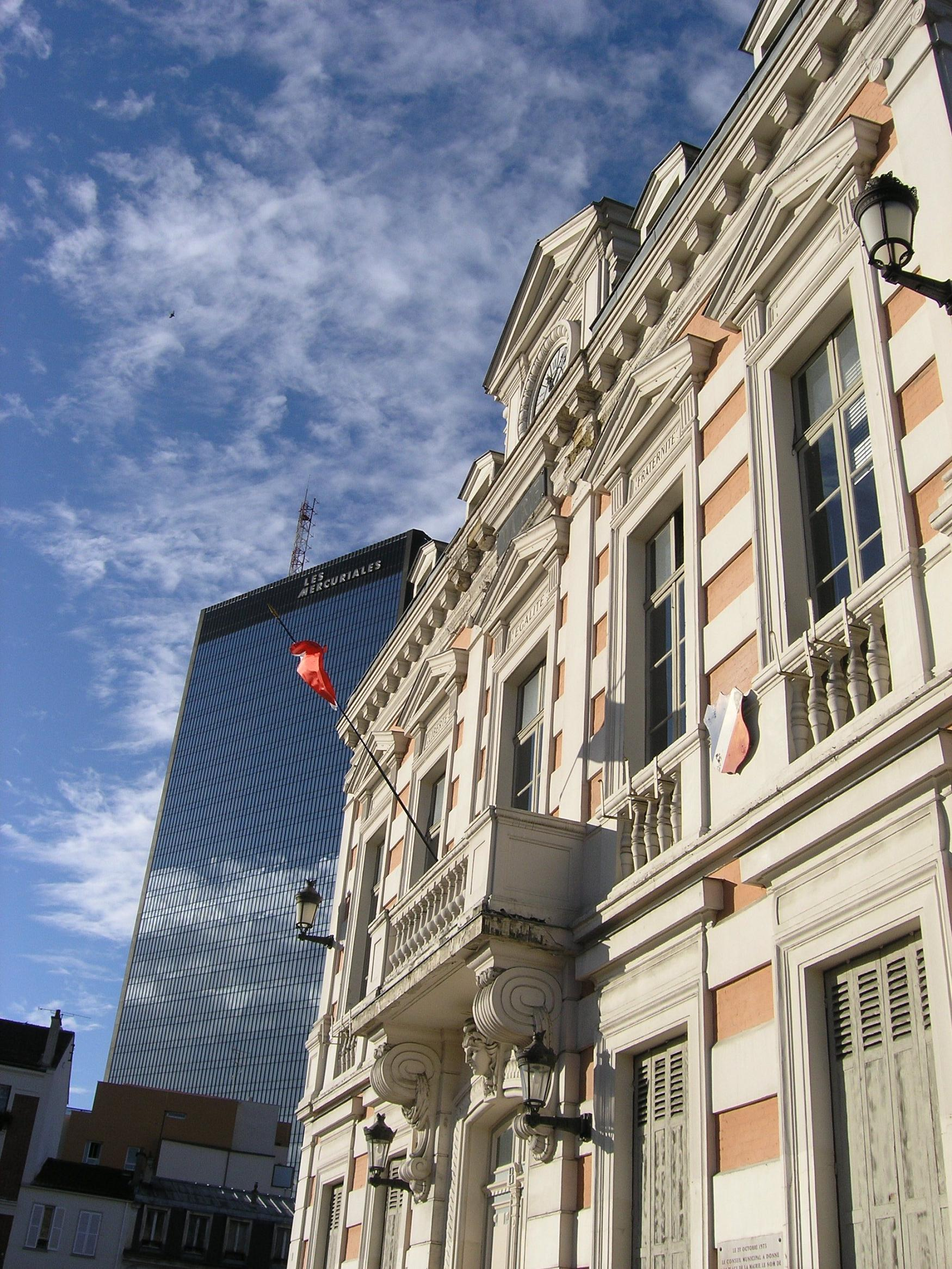
La alcaldía y los mercuriales.

Jacqueline Chonavel es una personalidad política francesa, nacida el 7 de julio de 1924 en París, miembro del Partido Comunista francés. Con su período de gestión de 1959 a 1986, ella ha sido en Francia la primera mujer electa como alcalde de una comuna de más de treinta mil habitantes. Además ha ejercido la función de vicepresidente de la Asamblea Nacional y Diputada de Sena-San Denis.
Para las instancias electorales de 2007, Bagnolet fue una de las 82 comunas de más de 3500 habitantes que utilizaron las máquinas para votar.

### Hermandades
Bagnolet está hermanada con:
- La comuna de Sesto Fiorentino (Italia)
- La comuna de Oranienburg (Alemania)
- El campo de refugiados palestinos de Chatila (Líbano)
- La comuna de Akbou (Argelia)
- La comuna de Massala (Malí)
- La comuna de Robert (Martinica)